# Mallungen
Mallungen ist die seemännische Bezeichnung für unregelmäßige Winde, daher werden in der Schifffahrt sowohl die Kalmenzone (Kalmen) als auch die Rossbreiten mit dem Namen Mallungen belegt.
Mallungen treten unter anderem im Bereich der Kalmen auf und sind auf das Fehlen der Corioliskraft am Äquator zurückzuführen.